# 基什纳瑙
基什纳瑙，是匈牙利赫维什州所辖的一个村。总面积22.60平方公里，总人口1000，人口密度44.2人/平方公里（2011年1月1日）。